# لیگ آزادگان ۱۳۷۲
لیگ آزادگان ۱۳۷۲ سومین دوره جام آزادگان و دوازدهمین دوره لیگ فوتبال ایران که توسط فدراسیون فوتبال ایران برگزار شد.
تیم سایپا تهران برای اولین بار قهرمان این دوره از رقابت‌ها شد و به مسابقات جام باشگاه‌های آسیا ۹۵–۱۹۹۴ راه پیدا کرد.

## جدول رده‌بندی
| رتبه | تیم           | بازی | برد | مساوی | باخت | زده | خورده | تفاضل | امتیاز | توضیحات                      |
| ---- | ------------- | ---- | --- | ----- | ---- | --- | ----- | ----- | ------ | ---------------------------- |
| ۱    | سایپا         | ۲۶   | ۱۰  | ۱۴    | ۲    | ۴۱  | ۲۲    | ۱۹+   | ۳۴     | جام باشگاه‌های آسیا ۹۵–۱۹۹۴   |
| ۲    | پرسپولیس      | ۲۶   | ۱۰  | ۱۱    | ۵    | ۴۰  | ۲۵    | ۱۵+   | ۳۱     |                              |
| ۳    | جنوب اهواز    | ۲۶   | ۱۳  | ۵     | ۸    | ۳۳  | ۲۱    | ۱۲+   | ۳۱     | جام برندگان جام آسیا ۹۵-۱۹۹۴ |
| ۴    | ذوب‌آهن        | ۲۶   | ۹   | ۱۱    | ۶    | ۳۷  | ۲۹    | ۸+    | ۲۹     |                              |
| ۵    | پاس           | ۲۶   | ۹   | ۱۱    | ۶    | ۲۸  | ۲۴    | ۴+    | ۲۹     |                              |
| ۶    | نساجی         | ۲۶   | ۹   | ۱۱    | ۶    | ۳۰  | ۲۷    | ۳+    | ۲۹     |                              |
| ۷    | صنعت نفت      | ۲۶   | ۹   | ۹     | ۸    | ۲۶  | ۲۸    | ۲-    | ۲۷     |                              |
| ۸    | تراکتورسازی   | ۲۶   | ۸   | ۱۰    | ۸    | ۲۳  | ۲۹    | ۶-    | ۲۶     |                              |
| ۹    | کشاورز        | ۲۶   | ۷   | ۱۰    | ۹    | ۲۹  | ۲۵    | ۴+    | ۲۴     |                              |
| ۱۰   | چوکا تالش     | ۲۶   | ۵   | ۱۳    | ۸    | ۱۹  | ۲۳    | ۴-    | ۲۳     |                              |
| ۱۱   | سپاهان        | ۲۶   | ۷   | ۸     | ۱۱   | ۱۶  | ۲۶    | ۱۰-   | ۲۲     |                              |
| ۱۲   | برق شیراز     | ۲۶   | ۵   | ۱۱    | ۱۰   | ۲۷  | ۳۸    | ۱۱-   | ۲۱     |                              |
| ۱۳   | ملوان انزلی   | ۲۶   | ۵   | ۱۰    | ۱۱   | ۱۶  | ۲۶    | ۱۰-   | ۲۰     |                              |
| ۱۴   | استقلال اهواز | ۲۶   | ۴   | ۱۰    | ۱۲   | ۲۱  | ۳۳    | ۱۲-   | ۱۸     |                              |

منبع:

## جدول گلزنان
| رتبه | نام            |    | باشگاه |
| ---- | -------------- | -- | ------ |
| ۱    | عباس سیمکانی   | ۱۷ | ذوب‌آهن |
| ۲    | نادر دست‌نشان   | ۱۴ | نساجی  |
| ۳    | سید کمال حسینی | ۱۲ | ذوب‌آهن |
| منبع |                |    |        |

## یادکرد منابع
1. ↑  صداقت، ۱۱۰.
2. ↑  صداقت، ۱۱۰.
3. ↑  صداقت، ۱۱۰.
4. ↑  «جدول سومین دوره لیگ آزادگان».
5. ↑  صداقت، ۱۱۰.